# Président de la république du Turkménistan
Le président de la république du Turkménistan (en turkmène : Prezidentlik Republikasi Türkmenistan) est le chef de l'État turkmène depuis son indépendance lors de l'éclatement de l'URSS le 27 octobre 1991.

## Système électoral
Le président de la république du Turkménistan est élu au scrutin uninominal majoritaire à deux tours pour un mandat de sept ans, sans limitation du nombre de mandats. Est élu le candidat ayant recueilli la majorité absolue des suffrages exprimés au premier tour. À défaut, un second tour est organisé entre les deux candidats arrivés en tête au premier, et celui recueillant le plus de suffrages est déclaré élu. Avant 2016, la durée du mandat était de cinq ans.

## Liste
| N° | Portrait                  | Titulaire (Naissance-Mort)             | Élection | Mandat           | Mandat           | Mandat                     | Parti politique | Parti politique |
| N° | Portrait                  | Titulaire (Naissance-Mort)             | Élection | Début            | Fin              | Durée                      | Parti politique | Parti politique |
| -- | ------------------------- | -------------------------------------- | -------- | ---------------- | ---------------- | -------------------------- | --------------- | --------------- |
| 1  | Saparmyrat Nyýazow        | Saparmyrat Nyýazow (1940-2006)         | 1990     | 27 octobre 1991  | 21 juin 1992     | 15 ans, 1 mois et 24 jours |                 | TDP             |
| 1  | Saparmyrat Nyýazow        | Saparmyrat Nyýazow (1940-2006)         | 1992     | 21 juin 1992     | 28 décembre 1999 | 15 ans, 1 mois et 24 jours |                 | TDP             |
| 1  | Saparmyrat Nyýazow        | Saparmyrat Nyýazow (1940-2006)         | À vie    | 28 décembre 1999 | 21 décembre 2006 | 15 ans, 1 mois et 24 jours |                 | TDP             |
| 2  | Gurbanguly Berdimuhamedow | Gurbanguly Berdimuhamedow (né en 1957) | Intérim  | 21 décembre 2006 | 14 février 2007  | 15 ans, 2 mois et 26 jours |                 | TDP             |
| 2  | Gurbanguly Berdimuhamedow | Gurbanguly Berdimuhamedow (né en 1957) | 2007     | 14 février 2007  | 12 février 2012  | 15 ans, 2 mois et 26 jours |                 | TDP             |
| 2  | Gurbanguly Berdimuhamedow | Gurbanguly Berdimuhamedow (né en 1957) | 2012     | 12 février 2012  | 12 février 2017  | 15 ans, 2 mois et 26 jours |                 | TDP             |
| 2  | Gurbanguly Berdimuhamedow | Gurbanguly Berdimuhamedow (né en 1957) | 2017     | 12 février 2017  | 19 mars 2022     | 15 ans, 2 mois et 26 jours |                 | TDP             |
| 3  | Serdar Berdimuhamedow     | Serdar Berdimuhamedow (né en 1981)     | 2022     | 19 mars 2022     | en cours         | 2 ans, 11 mois et 21 jours |                 | TDP             |